# Marmosa lepida
Espèce
Statut de conservation UICN

 LC  : Préoccupation mineure
Le petit opossum-souris roux, Marmosa lepida, est une espèce de marsupial vivant dans le nord de l'Amérique du Sud (Bolivie, Brésil, Équateur, Guyana, Pérou et Surinam).

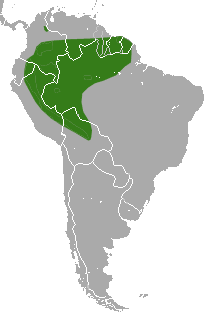
Carte de répartition